# ラブソング (サンボマスターの曲)
「ラブソング」は2009年11月18日、サンボマスターがリリースした13枚目のシングル。

## 概要
前作「君を守って 君を愛して」から5ヶ月ぶりのシングル。初回限定盤は「ラブソング」ミュージック・ビデオ収録DVD付。「ラブソング」MVに桐谷健太が出演。YouTube限定長澤まさみ出演MVは箭内道彦による自主制作。

## 背景
ボーカル山口隆は「ラブソング」を作曲したきっかけについて「『失った人に歌いたかった』っていう想いが1番にあったんです。生き別れ、死に別れがいっぱいあったから。公の人ともプライベートの人とも。その人に向けて歌いたいと思って。で、1年以上前から歌ってるんですけど、そうするとどんどん増えていくじゃないですか。別れる人が。それで歌詞もどんどん変わっていって」と述べている。
最初、本楽曲は「ソウル・コア」という題がつけられており、ハードコアとソウルを足したような曲調にする予定だったが、山口が歌詞を美しくしたいと考えるうちにどんどん変わっていき、一時は「別れた魂に呼びかけるという目的でピアノの弾き語りにすることも考えた」と山口は前述のインタビューで振り返っている。

## 収録曲
全曲　作詞・作曲：山口隆
1. ラブソング
2. 世界をかえさせておくれよ
日本コカ・コーラ"い・ろ・は・す"CMソング。 伊藤歩が楽曲の一部に参加。
3. ラブソング（Instrumental）
4. 世界をかえさせておくれよ（Instrumental）

## カバー
ラブソング
- 南條愛乃 - 2016年7月13日発売の2ndアルバム「Nのハコ」の初回限定盤DISCに収録。
- テレサ・ワーグナー（石見舞菜香） - 2018年5月23日発売のシングル「ラブソング」に収録。テレビアニメ『多田くんは恋をしない』エンディングテーマ。編曲は大石昌良と岸田勇気が担当。
- 多田光良（中村悠一） - 2018年9月26日発売のBD・DVD『多田くんは恋をしない』第4巻特典CDに収録。テレビアニメ『多田くんは恋をしない』第11話挿入歌。編曲は大石昌良と岸田勇気が担当。
- オーイシマサヨシ - 2019年6月26日発売のアルバム『仮歌II』に収録。前述のテレサ・ワーグナー版をもとにしたアレンジカバー。
- My Hair is Bad - 2020年3月25日発売のカバートリビュートアルバム『サンボマスター究極トリビュート ラブ フロム ナカマ』に収録。

世界をかえさせておくれよ
- 打首獄門同好会 - 2020年3月25日発売のカバートリビュートアルバム『サンボマスター究極トリビュート ラブ フロム ナカマ』に収録。